# انسفالوپاتی هاشیموتو

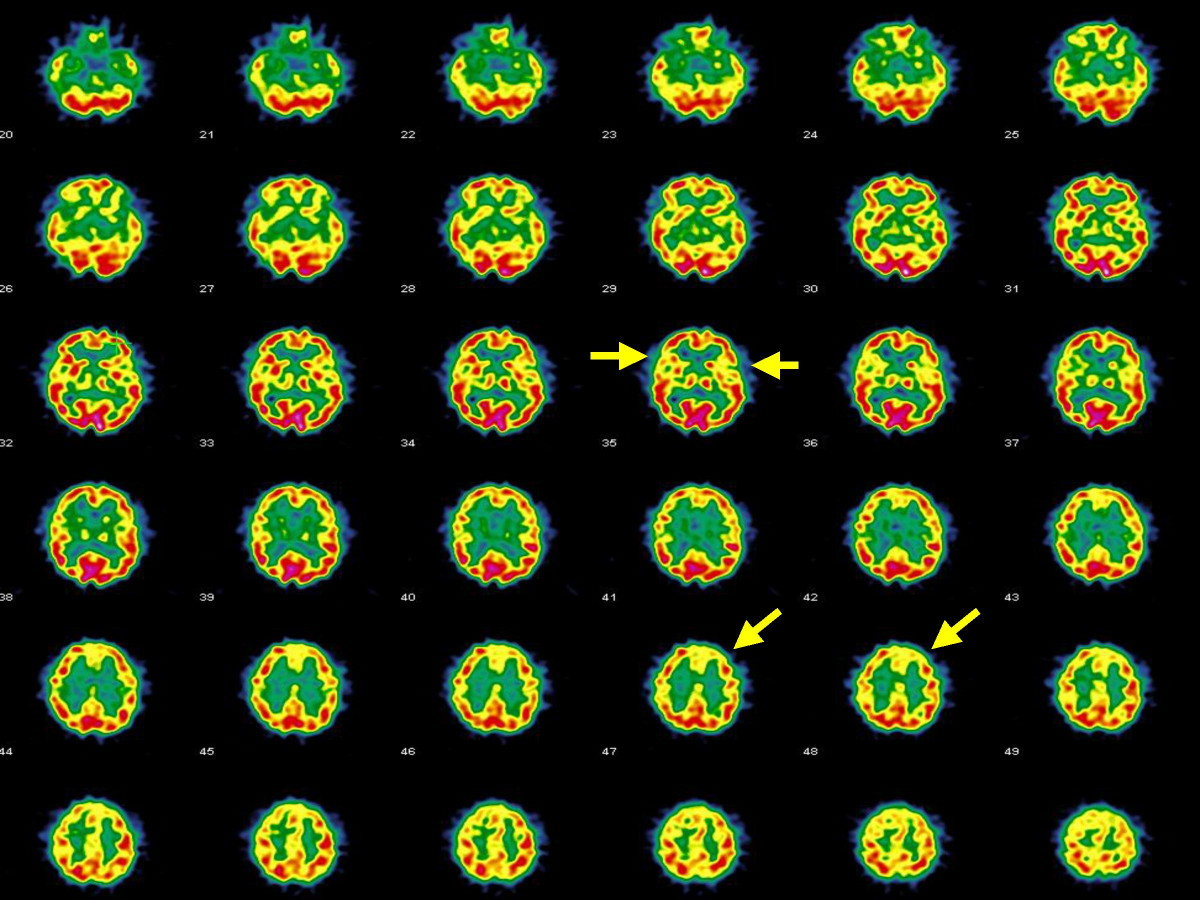
تصاویر مغز به روش SPECT transaxial از یک بیمار مبتلا به انسفالوپاتی هاشیموتو.

انسفالوپاتی هاشیموتو که همچنین به عنوان انسفالوپاتی پاسخگو استروئید مرتبط با تیروئیدیت هاشیموتو شناخته شده‌است (SREAT)، شرایطی است که با انسفالوپاتی، تیروئیدیت خودایمنی، و واکنش خوب به استروئید شناخته می‌شود. اولین بار در ۱۹۶۶ مطرح شد؛ که گاهی به عنوان اختلال عصبی-غددی توصیف شده، اگرچه رابطه اش با غده درون‌ریز بسیار مورد بحث است. این بیماری توسط NIH و مرکز بیماری‌های نادر، یک بیماری نادر شناخته شده‌است.
تا سال ۲۰۰۵ تقریباً ۲۰۰ مورد از این بیماری گزارش شده بود. بین سال ۱۹۹۰ تا ۲۰۰۰ چهل و سه مورد گزارش شد. از آن زمان تا کنون تحقیقات گسترش یافت و موارد بیشماری توسط دانشمندان در سراسر جهان گزارش شد، که نشان می‌دهد این شرایط نادر به احتمال زیاد در گذشته به‌طور قابل توجهی تشخیص داده نشده باقی می‌ماند. بین سال‌های ۲۰۰۰ تا ۲۰۱۳ بیش از صد مقالهٔ علمی در ارتباط با انسفالوپاتی هاشیموتو منتشر شد.

## تاریخچه
اولین مورد HE توسط Brain et alمطرح شد. در سال 1966. بیمار یک مرد ۴۸ ساله بود با کم‌کاری تیروئید، دفعات متعدد از انسفالوپاتی، سکته مغزی-مانند علائم و تیروئیدیت هاشیموتو تأیید شده توسط آنتی بادی بالای ضد تیروئید.

## تعریف
یک عود انسفالوپاتی در ارتباط با تیروئیدیت هاشیموتو اتفاق میفتد با تیتر بالای آنتی بادی‌های ضد تیروئید. از نظر بالینی این شرایط می‌تواند یکی یا بیشتر از علائم را داشته باشد. شروع بیماری اغلب تدریجی است و ممکن است از طرف بیمار یا نزدیکانش مورد توجه قرار نگیرد.
گاهی علائم خود به خود در عرض چند روز تا چند هفته درمان می‌شوند و بیمار را بدون تشخیص ترک می‌کنند. برای بسیاری از دیگر بیماران مبتلا به این بیماری ممکن است در نتیجه مشکلات مداوم با انواع تظاهرات اغلب گیج‌کننده برای پزشک باشد.

## اپیدمیولوژی
تخمین زده شده که احتمال شیوع آن ۲٫۱در صد هزار نفر و نسبت مردان به زنان یک به چهار است، متوسط سن شروع بیماری چهل وچهار سال است، و بیست درصد از موارد در کمتر از هجده سال بودند. بیشتر موارد در دههٔ پنجم زندگی بیماران گزارش شده‌است.

## بیماریزایی
مکانیسم بیماریزایی نامشخص است اما فرضیهٔ ارائه شده این است که یک بیماری اتوایمنی مانند تیروئیدیت هاشیموتو است، همان‌طور که نامش نشان می‌دهد.
همگام با این فرضیه، مشخص شده‌است که آنتیبادیهای ضد آلفا-enolase ر ارتباط با انسفالوپاتی هاشیموتو است. از آنجا که enolase قدم یکی مانده به آخر گلیکولیز است، اگر مهار شود (به عنوان مثال با محدودیت توسط آنتیبادیهای) انتظار کاهش تولید انرژی توسط هر سلولی می‌رود که منجر به نتیجه آتروفی اندام‌های آسیب دیده می‌شود.
این امر به احتمال زیاد از طریق کاهش اندازه هر یک از سلول‌ها در پاسخ به کمبود انرژی (و/یا در شرایط شدید از برخی از سلول‌های در حال مرگ از طریق هر یک از آپوپتوز یا نکروزها بسته به محل) رخ می‌دهد. این ممکن است به عنوان نتیجه وجود نداشتن میزان کافی ATP برای حفظ عملکردهای سلولی رخ دهد: شکست قابل توجه Na/K ATPase و در نتیجه از دست دادن Na/Ca که به‌طور معمول Ca+
2 را خارج از سلول نگه می‌دارد منجر به آپوپتوز می‌شود. ویژگی دیگر انرژی پایین شکست در حمل و نقل آکسون از طریق Dynein / Kinesin ATPase است که در بسیاری از بیماری‌ها باعث آسیب به مغز و/یا
پیرامون آن می‌شود.

## آسیب‌شناسی
اطلاعات بسیار کمی در مورد آسیب‌شناسی این بیماری وجود دارد. مطالعات پس از مرگ برخی از افراد نشان داده واسکولیت لنفوسیتی سیاهرگ‌ها و سیاهرگچه‌های ساقهٔ مغز و یک گلیوز منتشر شامل مادهٔ خاکستری بیش از مادهٔ سفید است.
همان‌طور که در بالا ذکر شد آنتیبادیهای ضد آلفا-enolase مرتبط با انسفالوپاتی هاشیموتو تا کنون بالاترین فرضیهٔ مکانیسم این آسیب است.

## ویژگی‌های بالینی
اولین نشانه‌ها بسیار تدریجی بین یک تا هفت روز اتفاق می‌افتد.
علائم انسفالوپاتی هاشیموتو ممکن است شامل:
- تغییرات شخصیتی
- پرخاشگری
- توهم رفتار
- تمرکز و مشکلات حافظه
- کما
- سردرگمی
- سردرد
- پرش‌های در عضلات (myoclonus – 65% موارد)
- عدم هماهنگی (آتاکسی – ۶۵٪ موارد)
- فلج جزئی در سمت راست.
- روان‌پریشی
- تشنج (۶۰٪ موارد)
- اختلالات خواب (۵۵٪ موارد)
- مشکلات گفتاری (زبان‌پریشی – ۸۰٪ موارد)
- صرع(۲۰٪ موارد)
- لرزش (۸۰٪ موارد)

## آزمایشگاه و رادیولوژی
- افزایش سطح آنزیم کبد و (۵۵٪ موارد)
- افزایش هورمون تحریک‌کننده تیروئید (۵۵٪ موارد)
- افزایش سرعت رسوب گلبول قرمز (۲۵٪ موارد)

مایع مغزی نخاعی یافته‌های پژوهش:
- افزایش پروتئین (۲۵٪ موارد)
- پروتئین‌های ۱۴-۳-۳ منفی
- ممکن است حاوی آنتی بادی‌های ضد تیروئید باشد
- تصویربرداری رزونانس مغناطیسی ناهنجاری‌های سازگار با انسفالوپاتی (۲۶٪ موارد)
- Single photon emission computed tomography هیپوپرفوزیون متمرکز و کانونی را نشان می‌دهد(۷۵٪ موارد)
- آنژیوگرافی مغزی طبیعی است.

اختلالات هورمون تیروئید شایع است (> ۸۰٪ موارد):
- کم‌کاری تیروئید تحت بالینی (۳۵٪ موارد)
- کم‌کاری آشکار تیروئید (۲۰٪ موارد)
- پرکاری تیروئید (۵٪ موارد)
- یوتیروئید همراه با لووتیروکسین (۱۰٪ موارد)
- یوتیروئید بدون مصرف لووتیروکسین (۲۰٪ موارد)

آنتی بادی‌های تیروئید - هر دو آنتی بادی پراکسیداز ضد تیروئید (anti-TPO و anti-تیروئید میکروزومال آنتی بادی anti-M) و آنتی بادی ضدتیرو گلوبولین (anti-Tg) – در این بیماری بالا هستند. اما سطح آن با شدت بیماری مرتبط نیست.
مطالعات الکتروآنسفالوگرام در حالیکه تقریباً همیشه غیرطبیعی است (۹۸٪ موارد) معمولاً قابل تشخیص نیست. بیشترین یافته‌ها آهسته شدن منتشر یا ژنرالیزه یا آر دی اِی پیشانی هستند. امواج تریفازیک برجسته، کاهش فاصله کانونی، اختلالات صرعی، پاسخ فوتو پاروکسیسمال و فوتو میوژنیک ممکن است دیده شود.

## تشخیص افتراقی
- بیماری آلزایمر
- حوادث عروقی مغز (سکته مغزی)
- Creutzfeldt-Jakob disease (CJD)
- صرع
- میگرن (از جمله بازیلر، همی پلژی، و شبکیه)
- اشکال دیگر از آنسفالیت اتوایمنی، از جمله موارد آنسفالیت لیمبیک از قبیل ضد NMDA-آنسفالیت گیرنده
- اسکیزوفرنی
- نشت خود به خود مایع مغزی نخاعی
- آنسفالیت ویروسی

## درمان
از آنجا که بیشتر بیماران به استروئید یا سرکوب کننده‌های ایمنی پاسخ می‌دهند، این بیماری در حال حاضر به عنوان انسفالوپاتی استروئید-پاسخگو شناخته شده‌است.
درمان اولیه که معمولاً با پردنیزون خوراکی (۵۰–۱۵۰ میلی‌گرم / روز) یا با دوز بالای متیل پردنیزولون وریدی (۱ گرم / روز) برای ۳–۷ روز است. درمان هورمون تیروئید نیز در صورت نیاز انجام می‌گیرد.
شکست برخی از بیماران برای پاسخ به این خط اول درمان، باعث تولید انواع درمان‌های جایگزین شامل آزاتیوپرین، سیکلوفسفامید، کلروکین، متوترکسات، دوره ایمونوگلوبولین وریدی و تعویض پلاسما شده‌است. هیچ آزمایش کنترل شده‌ای وجود ندارد بنابراین درمان مطلوب شناخته شده نیست.
در صورت وجود تشنج، با عوامل ضد صرع معمولی کنترل می‌شود.

## پیش بینی
طول مدت درمان معمولاً بین ۲ تا ۲۵ سال است. گزارش‌های قبلی نشان می‌دهد که ۹۰٪ از موارد بهبودی پس از قطع درمان نیز پایدار بوده، با این حال این با مطالعات اخیر که نشان می‌دهد که عود معمولاً پس از درمان با دوز بالای استروئید رخ می‌دهد، در تضاد است. در صورت عدم درمان، می‌تواند باعث کما و مرگ شود.

## سازمان
- خود ایمنی آنسفالیت داد 501(c)(۳) سازمان غیرانتفاعی ایجاد شده در سال ۲۰۱۲ بر اساس در دورهام کارولینای شمالی
- هاشیموتو را انسفالوپاتی SREAT داد 501(c)(۳) سازمان غیرانتفاعی ایجاد شده در سال ۲۰۱۲

## نام‌های جایگزین
- SREAT
- NAIM
- EAATD